# 高木屋老舗
髙木屋老舗（たかぎやろうほ）は、東京都葛飾区柴又にある草団子などを中心に出す和菓子店・食事処である。（高木屋の高は、正式には髙を使用）

## 歴史
創業は明治元年であると言われている。古くから柴又帝釈天の参拝客に団子などを振る舞う店として知られていたが、髙木屋老舗が著名になったのは国民的映画シリーズ「男はつらいよ」の主人公・車寅次郎の実家「とらや」(のちに「くるまや」)のモデルになったことである。
建物も明治・大正期に建てられたものをそのまま使用しており、「男はつらいよ」の雰囲気に触れることができる柴又を代表する名店である。

## 「男はつらいよ」と髙木屋老舗
髙木屋老舗は映画「男はつらいよ」の撮影の度に、休憩や衣装替えに部屋を貸していたのがきっかけで、出演者などと親しくなったという。その後「とらや」のモデルとされるようになり、店の外観が映画でもしばしば登場するほか、髙木屋の店内には主人公・車寅次郎を演じた渥美清や監督の山田洋次から贈られたお土産や記念写真が飾られている。また店内の一角には車寅次郎が座る事を想定した「予約席」がある。
また、渥美清は撮影の合間に通行人に声をかけて高木屋の呼び込みなどもしてくれていたという。

## 主なメニュー
- 草だんご
- 焼き団子(みたらし団子)
- くず餅
- 寅さんせんべい
- おでん
- 茶めし
- 刺身

など

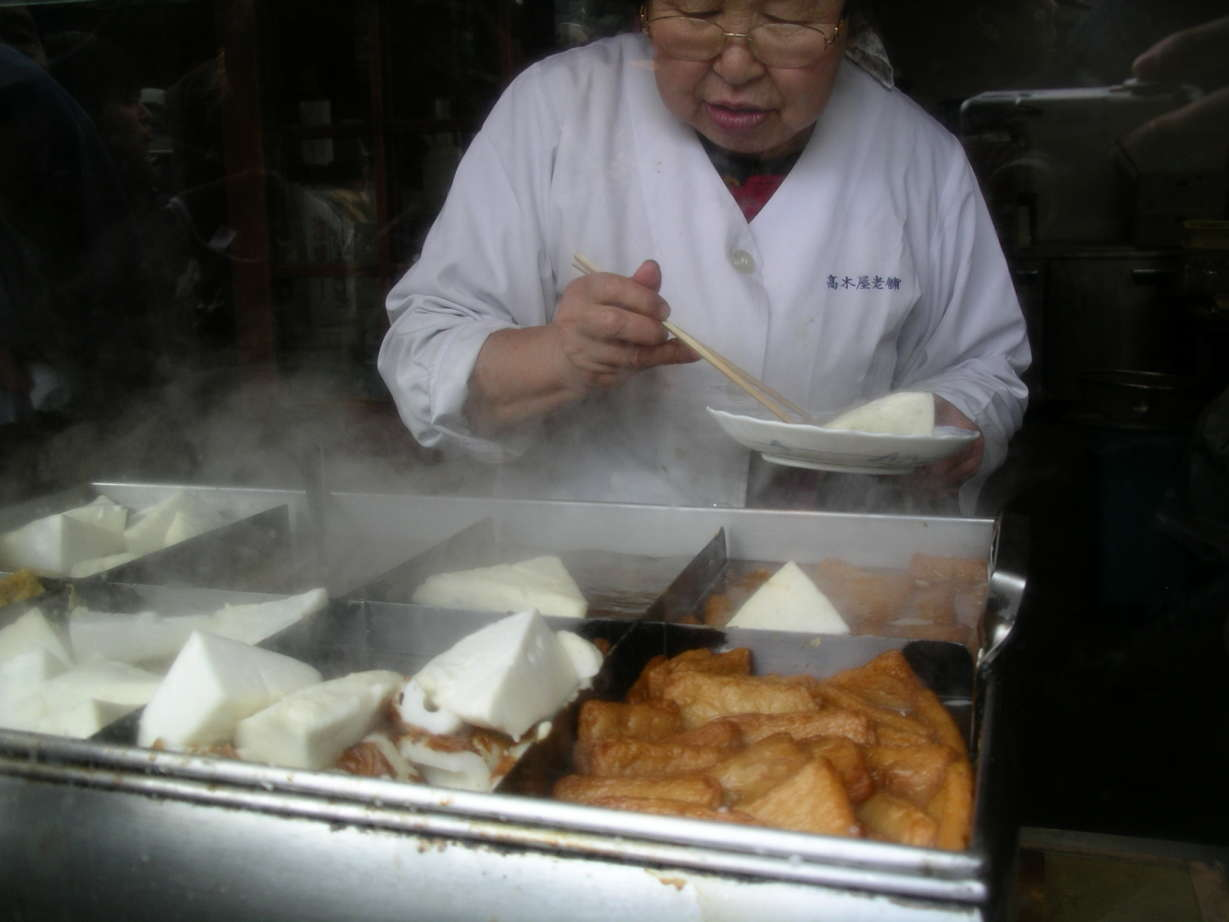
高木屋老舗のおでん

その他に慶事や七五三、弔事用の和菓子商品がある。持ち帰り用商品も用意されている。団体用(10名以上)メニューもある。
また2017年からは焼き団子と練切の和菓子作り体験サービスも提供している。